# Lijst van Tweede Kamerleden 1897-1901
Lijst van Tweede Kamerleden 1897-1901 geeft een overzicht van de leden van de Nederlandse Tweede Kamer in de periode tussen de algemene verkiezingen van 1897 en de algemene verkiezingen van 1901. De zittingsperiode van de Tweede Kamer ging in op 21 september 1897 en eindigde op 16 september 1901.
De Tweede Kamer telde 100 leden. Zij werden gekozen voor een termijn van vier jaar.
| Naam                                  | partij/groepering                  | district           | begindatum        | einddatum         | refs    |
| ------------------------------------- | ---------------------------------- | ------------------ | ----------------- | ----------------- | ------- |
| Jan van Alphen                        | ARP                                | Ommen              | 21 september 1897 | 16 september 1901 | [ 2 ]   |
| Lodewijk van Asch van Wijck           | ARP                                | Ede                | 21 september 1897 | 16 september 1901 | [ 3 ]   |
| Maurits van Asch van Wijck            | ARP                                | Wijk bij Duurstede | 21 september 1897 | 16 september 1901 | [ 4 ]   |
| Bernardus Bahlmann                    | katholieken                        | Tilburg            | 21 september 1897 | 13 mei 1898       | [ 5 ]   |
| Willem van Basten Batenburg           | katholieken                        | Elst               | 21 september 1897 | 16 februari 1899  | [ 6 ]   |
| Willem van Basten Batenburg           | katholieken                        | Elst               | 20 juni 1899      | 16 september 1901 | [ 6 ]   |
| Jacob Bastert                         | conservatief-liberalen             | Utrecht II         | 21 september 1897 | 16 september 1901 | [ 7 ]   |
| Willem de Beaufort                    | vrije liberalen                    | Deventer           | 13 december 1898  | 18 april 1900     | [ 8 ]   |
| Isaäc van den Berch van Heemstede     | katholieken                        | Oosterhout         | 21 september 1897 | 16 september 1901 | [ 9 ]   |
| Karel de Bieberstein Rogalla Zawadsky | katholieken                        | Sittard            | 21 september 1897 | 16 september 1901 | [ 10 ]  |
| Klaas de Boer                         | Radicale Bond                      | Zaandam            | 21 september 1897 | 17 maart 1901     | [ 11 ]  |
| Klaas de Boer                         | LU                                 | Zaandam            | 17 maart 1901     | 16 september 1901 | [ 11 ]  |
| Frans Bolsius                         | katholieken                        | Roermond           | 18 september 1900 | 16 september 1901 | [ 12 ]  |
| Allard van der Borch van Verwolde     | ARP                                | Ridderkerk         | 21 september 1897 | 16 september 1901 | [ 13 ]  |
| Abraham Bouman                        | LU                                 | Harlingen          | 21 september 1897 | 16 september 1901 | [ 14 ]  |
| Anthony Brummelkamp                   | ARP                                | Loosduinen         | 21 september 1897 | 16 september 1901 | [ 15 ]  |
| Carel van Bylandt                     | vrije liberalen                    | Gouda              | 21 september 1897 | 16 september 1901 | [ 16 ]  |
| Frederik van Bylandt                  | VAR                                | Apeldoorn          | 21 september 1897 | 16 september 1901 | [ 17 ]  |
| Jan Conrad                            | vrije liberalen                    | 's-Gravenhage II   | 21 september 1897 | 16 september 1901 | [ 18 ]  |
| Alexander van Dedem                   | VAR                                | Zwolle             | 21 september 1897 | 16 september 1901 | [ 19 ]  |
| Jan van Deinse                        | LU                                 | Hontenisse         | 21 september 1897 | 16 september 1901 | [ 20 ]  |
| Albertus van Delden                   | vrije liberalen                    | Deventer           | 1 maart 1898      | 8 november 1898   | [ 21 ]  |
| Franciscus Dobbelmann                 | katholieken                        | Nijmegen           | 21 september 1897 | 16 september 1901 | [ 22 ]  |
| Johannes Donner                       | ARP                                | Katwijk            | 21 september 1897 | 16 september 1901 | [ 23 ]  |
| Hendrik Drucker                       | vrijzinnig-democratische Kamerclub | Groningen          | 21 september 1897 | 17 maart 1901     | [ 24 ]  |
| Hendrik Drucker                       | VDB                                | Groningen          | 17 maart 1901     | 16 september 1901 | [ 24 ]  |
| Willem Everts                         | katholieken                        | Roermond           | 21 september 1897 | 8 juni 1900       | [ 25 ]  |
| Petrus Ferf                           | LU                                 | Hoorn              | 21 september 1897 | 16 september 1901 | [ 26 ]  |
| Eduard Fokker                         | vrijzinnig-democratische Kamerclub | Alkmaar            | 21 september 1897 | 17 maart 1901     | [ 27 ]  |
| Eduard Fokker                         | VDB                                | Alkmaar            | 17 maart 1901     | 16 september 1901 | [ 27 ]  |
| Willem Geertsema                      | vrije liberalen                    | Amsterdam VI       | 13 oktober 1897   | 16 september 1901 | [ 28 ]  |
| Hugo van Gijn                         | LU                                 | Dordrecht          | 21 september 1897 | 16 september 1901 | [ 29 ]  |
| Jan van Gilse                         | vrijzinnig-democratische Kamerclub | Sneek              | 16 november 1897  | 17 maart 1901     | [ 30 ]  |
| Jan van Gilse                         | VDB                                | Sneek              | 17 maart 1901     | 16 september 1901 | [ 30 ]  |
| Johan Gleichman                       | vrije liberalen                    | Amsterdam IV       | 21 september 1897 | 17 juni 1901      | [ 31 ]  |
| Gerardus Goekoop                      | vrije liberalen                    | Brielle            | 21 september 1897 | 16 september 1901 | [ 32 ]  |
| Hendrik Goeman Borgesius              | vrijzinnig-democratische Kamerclub | Zutphen            | 21 september 1897 | 17 maart 1901     | [ 33 ]  |
| Hendrik Goeman Borgesius              | LU                                 | Zutphen            | 17 maart 1901     | 16 september 1901 | [ 33 ]  |
| Herman Groen                          | vrije liberalen                    | Amsterdam II       | 21 september 1897 | 16 september 1901 | [ 34 ]  |
| Jan Harte                             | katholieken                        | Grave              | 21 september 1897 | 16 september 1901 | [ 35 ]  |
| Abraham Hartogh                       | vrijzinnig-democratische Kamerclub | Amsterdam III      | 21 september 1897 | 13 februari 1901  | [ 36 ]  |
| Schelto van Heemstra                  | ARP                                | Hilversum          | 21 september 1897 | 16 september 1901 | [ 37 ]  |
| Bernardus Heldt                       | vrijzinnig-democratische Kamerclub | Amsterdam VII      | 21 september 1897 | 17 maart 1901     | [ 38 ]  |
| Bernardus Heldt                       | VDB                                | Amsterdam VII      | 17 maart 1901     | 16 september 1901 | [ 38 ]  |
| Pieter Hennequin                      | vrije liberalen                    | Oostburg           | 21 september 1897 | 16 september 1901 | [ 39 ]  |
| Cornelis den Hertog                   | LU                                 | Amsterdam III      | 16 april 1901     | 16 september 1901 | [ 40 ]  |
| Herman Hesselink van Suchtelen        | LU                                 | Doetinchem         | 21 september 1897 | 16 september 1901 | [ 41 ]  |
| Vincent van den Heuvel                | katholieken                        | Eindhoven          | 22 november 1898  | 16 september 1901 | [ 42 ]  |
| George Hintzen                        | vrije liberalen                    | Rotterdam IV       | 21 september 1897 | 24 december 1897  | [ 43 ]  |
| Gerrit 't Hooft                       | ARP                                | Haarlemmermeer     | 21 september 1897 | 16 september 1901 | [ 44 ]  |
| Wesselius Houwing                     | vrijzinnig-democratische Kamerclub | Weststellingwerf   | 21 september 1897 | 17 maart 1901     | [ 45 ]  |
| Wesselius Houwing                     | VDB                                | Weststellingwerf   | 17 maart 1901     | 16 september 1901 | [ 45 ]  |
| Johannes Jansen                       | katholieken                        | Tilburg            | 14 juni 1898      | 16 september 1901 | [ 46 ]  |
| Abraham van Karnebeek                 | vrije liberalen                    | Utrecht I          | 21 september 1897 | 16 september 1901 | [ 47 ]  |
| Antonius van Kempen                   | ARP                                | Leiden             | 21 september 1897 | 16 september 1901 | [ 48 ]  |
| Arnold Kerdijk                        | vrijzinnig-democratische Kamerclub | Amsterdam IX       | 21 september 1897 | 17 maart 1901     | [ 49 ]  |
| Arnold Kerdijk                        | VDB                                | Amsterdam IX       | 17 maart 1901     | 16 september 1901 | [ 49 ]  |
| Jacob van Kerkwijk                    | LU                                 | Zierikzee          | 21 september 1897 | 21 mei 1901       | [ 50 ]  |
| Theo Ketelaar                         | Radicale Bond                      | Amsterdam V        | 21 september 1897 | 17 maart 1901     | [ 51 ]  |
| Theo Ketelaar                         | VDB                                | Amsterdam V        | 17 maart 1901     | 16 september 1901 | [ 51 ]  |
| Dirk de Klerk                         | vrijzinnig-democratische Kamerclub | Rotterdam II       | 21 september 1897 | 17 maart 1901     | [ 52 ]  |
| Dirk de Klerk                         | LU                                 | Rotterdam II       | 17 maart 1901     | 16 september 1901 | [ 52 ]  |
| Aart Knijff                           | vrijzinnig-democratische Kamerclub | Bodegraven         | 21 september 1897 | 17 maart 1901     | [ 53 ]  |
| Aart Knijff                           | LU                                 | Bodegraven         | 17 maart 1901     | 16 september 1901 | [ 53 ]  |
| Henri van Kol                         | SDAP                               | Enschede           | 24 september 1897 | 16 september 1901 | [ 54 ]  |
| Maximilien Kolkman                    | katholieken                        | Rheden             | 21 september 1897 | 16 september 1901 | [ 55 ]  |
| Aris Kool                             | LU                                 | Enkhuizen          | 9 november 1897   | 16 september 1901 | [ 56 ]  |
| Johannes Krap                         | ARP                                | 's-Gravenhage I    | 21 september 1897 | 16 september 1901 | [ 57 ]  |
| Emile van der Kun                     | katholieken                        | Zevenbergen        | 21 september 1897 | 16 september 1901 | [ 58 ]  |
| Abraham Kuyper                        | ARP                                | Sliedrecht         | 21 september 1897 | 16 september 1901 | [ 59 ]  |
| Cornelis Lely                         | vrijzinnig-democratische Kamerclub | Lochem             | 21 september 1897 | 17 maart 1901     | [ 60 ]  |
| Cornelis Lely                         | LU                                 | Lochem             | 17 maart 1901     | 16 september 1901 | [ 60 ]  |
| Franciscus Lieftinck                  | vrijzinnig-democratische Kamerclub | Franeker           | 21 september 1897 | 17 maart 1901     | [ 61 ]  |
| Franciscus Lieftinck                  | LU                                 | Franeker           | 17 maart 1901     | 16 september 1901 | [ 61 ]  |
| Otto van Limburg Stirum               | VAR                                | Schiedam           | 21 september 1897 | 16 september 1901 | [ 62 ]  |
| Jan Loeff                             | katholieken                        | 's-Hertogenbosch   | 21 september 1897 | 16 september 1901 | [ 63 ]  |
| Christiaan Lucasse                    | ARP                                | Middelburg         | 21 september 1897 | 16 september 1901 | [ 64 ]  |
| Æneas Mackay                          | onafhankelijk a.r.                 | Kampen             | 21 september 1897 | 16 september 1901 | [ 65 ]  |
| Henri Marchant                        | vrijzinnig-democratische Kamerclub | Deventer           | 8 juni 1900       | 17 maart 1901     | [ 66 ]  |
| Henri Marchant                        | VDB                                | Deventer           | 17 maart 1901     | 16 september 1901 | [ 66 ]  |
| Rudolf Mees                           | vrije liberalen                    | Rotterdam IV       | 1 maart 1898      | 16 september 1901 | [ 67 ]  |
| Jan Meesters                          | LU                                 | Steenwijk          | 21 september 1897 | 16 september 1901 | [ 68 ]  |
| Joseph Merckelbach                    | katholieken                        | Gulpen             | 21 september 1897 | 16 september 1901 | [ 69 ]  |
| Louis Michiels van Verduynen          | katholieken                        | Breda              | 21 september 1897 | 16 september 1901 | [ 70 ]  |
| Willem Mutsaers                       | katholieken                        | Waalwijk           | 21 september 1897 | 16 september 1901 | [ 71 ]  |
| Wiel Nolens                           | katholieken                        | Venlo              | 21 september 1897 | 16 september 1901 | [ 72 ]  |
| Piet Nolting                          | Radicale Bond                      | Amsterdam VIII     | 21 september 1897 | 17 maart 1901     | [ 73 ]  |
| Piet Nolting                          | VDB                                | Amsterdam VIII     | 17 maart 1901     | 16 september 1901 | [ 73 ]  |
| Willem Passtoors                      | katholieken                        | Beverwijk          | 5 maart 1901      | 16 september 1901 | [ 74 ]  |
| Jacobus Pijnacker Hordijk             | vrijzinnig-democratische Kamerclub | 's-Gravenhage III  | 21 september 1897 | 17 maart 1901     | [ 75 ]  |
| Jacobus Pijnacker Hordijk             | VDB                                | 's-Gravenhage III  | 17 maart 1901     | 16 september 1901 | [ 75 ]  |
| Menso Pijnappel                       | conservatief-liberalen             | Amsterdam I        | 21 september 1897 | 16 september 1901 | [ 76 ]  |
| Hendrik Pyttersen                     | LU                                 | Leeuwarden         | 21 september 1897 | 16 september 1901 | [ 77 ]  |
| Eduard van Raalte                     | vrijzinnig-democratische Kamerclub | Rotterdam V        | 21 september 1897 | 17 maart 1901     | [ 78 ]  |
| Eduard van Raalte                     | VDB                                | Rotterdam V        | 17 maart 1901     | 16 september 1901 | [ 78 ]  |
| Lambert de Ram                        | katholieken                        | Bergen op Zoom     | 21 september 1897 | 16 september 1901 | [ 79 ]  |
| Martin de Ras                         | katholieken                        | Maastricht         | 21 september 1897 | 1 februari 1900   | [ 80 ]  |
| Martin de Ras                         | katholieken                        | Maastricht         | 6 maart 1900      | 16 september 1901 | [ 80 ]  |
| Adrien Rethaan Macaré                 | LU                                 | Haarlem            | 21 september 1897 | 1 april 1900      | [ 81 ]  |
| Pieter Rink                           | vrijzinnig-democratische Kamerclub | Arnhem             | 21 september 1897 | 17 maart 1901     | [ 82 ]  |
| Pieter Rink                           | LU                                 | Arnhem             | 17 maart 1901     | 16 september 1901 | [ 82 ]  |
| Petrus Roessingh                      | vrijzinnig-democratische Kamerclub | Emmen              | 21 september 1897 | 17 maart 1901     | [ 83 ]  |
| Petrus Roessingh                      | LU                                 | Emmen              | 17 maart 1901     | 16 september 1901 | [ 83 ]  |
| Alexander de Savornin Lohman          | VAR                                | Goes               | 21 september 1897 | 16 september 1901 | [ 84 ]  |
| Eelco Schaafsma                       | vrijzinnig-democratische Kamerclub | Dokkum             | 21 september 1897 | 17 maart 1901     | [ 85 ]  |
| Eelco Schaafsma                       | VDB                                | Dokkum             | 17 maart 1901     | 16 september 1901 | [ 85 ]  |
| Herman Schaepman                      | katholieken                        | Almelo             | 21 september 1897 | 16 september 1901 | [ 86 ]  |
| Jan Schaper                           | SDAP                               | Veendam            | 25 april 1899     | 16 september 1901 | [ 87 ]  |
| Jan Schepel                           | vrijzinnig-democratische Kamerclub | Appingedam         | 21 september 1897 | 17 maart 1901     | [ 88 ]  |
| Jan Schepel                           | LU                                 | Appingedam         | 17 maart 1901     | 16 september 1901 | [ 88 ]  |
| Francis Schimmelpenninck              | VAR                                | Amersfoort         | 21 september 1897 | 16 september 1901 | [ 89 ]  |
| Hendrik Seret                         | ARP                                | Gorinchem          | 21 september 1897 | 16 september 1901 | [ 90 ]  |
| Harm Smeenge                          | vrijzinnig-democratische Kamerclub | Meppel             | 21 september 1897 | 28 augustus 1900  | [ 91 ]  |
| Harm Smeenge                          | vrijzinnig-democratische Kamerclub | Meppel             | 18 september 1900 | 17 maart 1901     | [ 91 ]  |
| Harm Smeenge                          | LU                                 | Meppel             | 17 maart 1901     | 16 september 1901 | [ 91 ]  |
| Eerke Smidt                           | vrijzinnig-democratische Kamerclub | Veendam            | 21 september 1897 | 16 februari 1899  | [ 92 ]  |
| Josephus Smits van Oyen               | katholieken                        | Eindhoven          | 21 september 1897 | 12 oktober 1898   | [ 93 ]  |
| Andries Staalman                      | groep-staalman                     | Den Helder         | 21 september 1897 | 16 september 1901 | [ 94 ]  |
| Jan Stoffel                           | vrijzinnig-democratische Kamerclub | Deventer           | 21 september 1897 | 15 januari 1898   | [ 95 ]  |
| Floris van Styrum                     | vrije liberalen                    | Haarlem            | 31 mei 1900       | 16 september 1901 | [ 96 ]  |
| Johannes Tak van Poortvliet           | vrijzinnig-democratische Kamerclub | Beverwijk          | 21 september 1897 | 24 januari 1901   | [ 97 ]  |
| Boelo Tijdens                         | radicaal-liberalen                 | Winschoten         | 21 september 1897 | 16 september 1901 | [ 98 ]  |
| Jacobus Travaglino                    | katholieken                        | Druten             | 21 september 1897 | 16 september 1901 | [ 99 ]  |
| Pieter Jelles Troelstra               | SDAP                               | Tietjerksteradeel  | 24 september 1897 | 16 september 1901 | [ 100 ] |
| Jan Truijen                           | katholieken                        | Weert              | 21 september 1897 | 16 september 1901 | [ 101 ] |
| Meinard Tydeman                       | vrije liberalen                    | Tiel               | 21 september 1897 | 16 september 1901 | [ 102 ] |
| Jacob Veegens                         | vrijzinnig-democratische Kamerclub | Hoogezand          | 24 september 1897 | 17 maart 1901     | [ 103 ] |
| Jacob Veegens                         | VDB                                | Hoogezand          | 17 maart 1901     | 16 september 1901 | [ 103 ] |
| Henri van de Velde                    | ARP                                | Delft              | 21 september 1897 | 16 september 1901 | [ 104 ] |
| Joor Verheij                          | LU                                 | Rotterdam III      | 21 september 1897 | 16 september 1901 | [ 105 ] |
| Petrus Vermeulen                      | katholieken                        | Helmond            | 21 september 1897 | 16 september 1901 | [ 106 ] |
| Johannes de Visser                    | CHK                                | Rotterdam I        | 21 september 1897 | 16 september 1901 | [ 107 ] |
| Bernardus van Vlijmen                 | katholieken                        | Veghel             | 21 september 1897 | 24 mei 1899       | [ 108 ] |
| Bernardus van Vlijmen                 | katholieken                        | Veghel             | 24 juni 1899      | 16 september 1901 | [ 108 ] |
| Jan de Waal Malefijt                  | ARP                                | Breukelen          | 21 september 1897 | 16 september 1901 | [ 109 ] |
| Jan Willinge                          | LU                                 | Assen              | 21 september 1897 | 16 september 1901 | [ 110 ] |
| Geuchien Zijlma                       | LU                                 | Zuidhorn           | 21 september 1897 | 16 september 1901 | [ 111 ] |
| Geert van der Zwaag                   | vrije socialisten                  | Schoterland        | 21 september 1897 | 16 september 1901 | [ 112 ] |

1815-1818 ·
1818-1821 ·
1821-1824 ·
1824-1827 ·
1827-1830 ·
1830-1833 ·
1833-1836 ·
1836-1839 ·
1839-1842 ·
1842-1845 ·
1845-1848 ·
1848-1849 ·
1849-1850 ·
1850-1852 ·
1852-1853 ·
1853-1854 ·
1854-1856 ·
1856-1858 ·
1858-1860 ·
1860-1862 ·
1862-1864 ·
1864-1866 ·
1866 (sep) ·
1866-1868 ·
1868-1869 ·
1869-1871 ·
1871-1873 ·
1873-1875 ·
1875-1877 ·
1877-1879 ·
1879-1881 ·
1881-1883 ·
1883-1884 ·
1884-1886 ·
1886-1887 ·
1887-1888 ·
1888-1891 ·
1891-1894 ·
1894-1897 ·
1897-1901 ·
1901-1905 ·
1905-1909 ·
1909-1913 ·
1913-1917 ·
1917-1918 ·
1918-1922 ·
1922-1925 ·
1925-1929 ·
1929-1933 ·
1933-1937 ·
1937-1946 ·
1946-1948 ·
1948-1952 ·
1952-1956 ·
1956-1959 ·
1959-1963 ·
1963-1967 ·
1967-1971 ·
1971-1972 ·
1972-1977 ·
1977-1981 ·
1981-1982 ·
1982-1986 ·
1986-1989 ·
1989-1994 ·
1994-1998 ·
1998-2002 ·
2002-2003 ·
2003-2006 ·
2006-2010 ·
2010-2012 ·
2012-2017 ·
2017-2021 ·
2021-2023 ·
2023-heden
Overzicht historische zetelverdeling